# Liste der Gemeinden in Niger

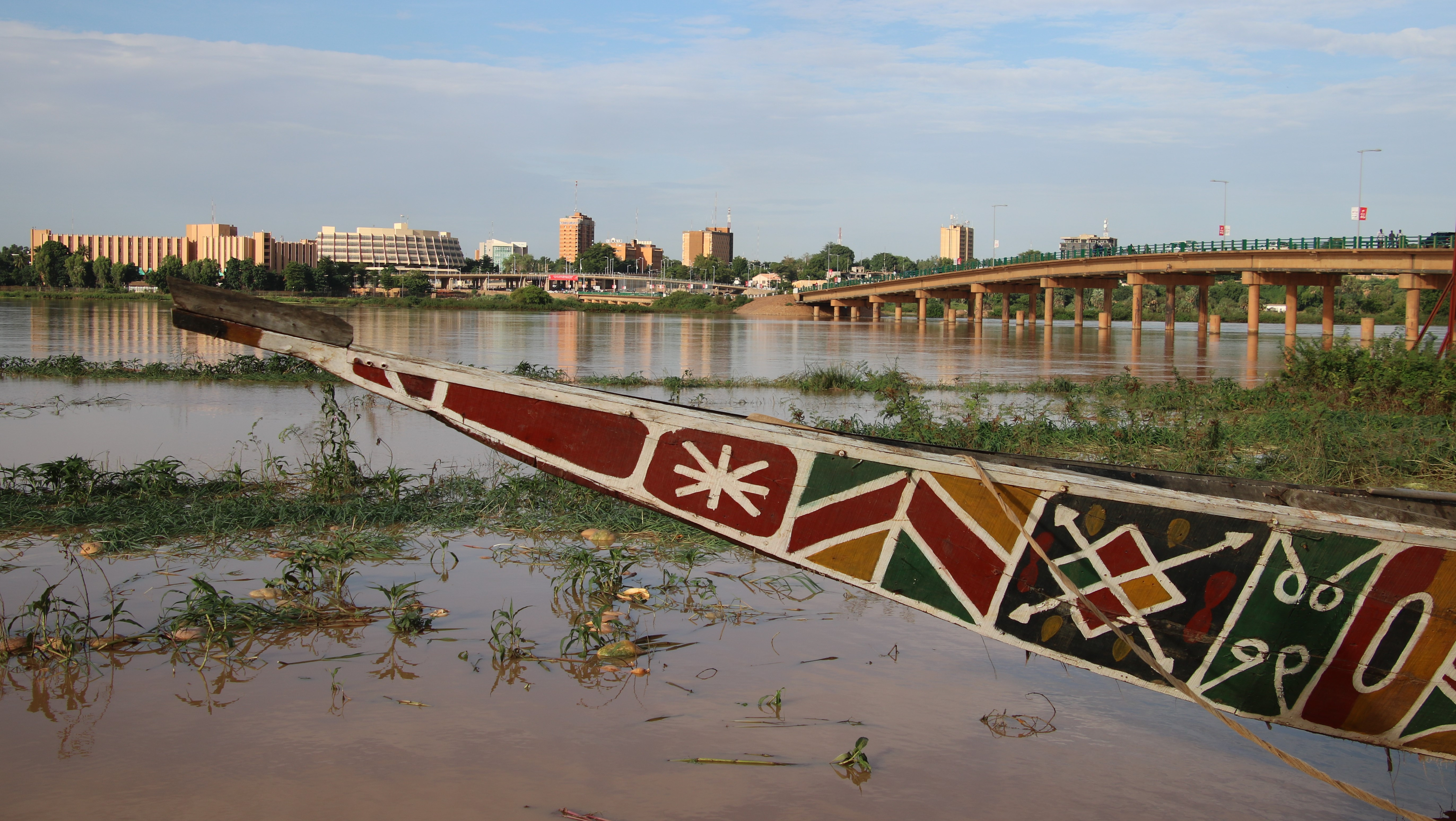
Die Hauptstadt Niamey ist die bevölkerungsreichste Gemeinde in Niger

Die Liste der Gemeinden in Niger ist in bestehende und ehemalige unterteilt. Sie umfasst Basisdaten zu allen Gemeinden in Niger.

## Gemeinden
Die Tabelle ist in sieben sortierbare Spalten gegliedert:
- Name der Gemeinde,
- Typ der Gemeinde, wobei die drei Arten Landgemeinde (commune rurale), Stadtgemeinde (commune urbaine) und Stadt beziehungsweise Gemeinde mit besonderem Status (ville ou commune à statut particulier) unterschieden werden,
- Region, die in der die Gemeinde liegt,
- Departement, in der die Gemeinde liegt,
- Hauptort der Gemeinde, dessen Name überwiegend mit jenem der Gemeinde identisch ist,
- Gründungsjahr der Gemeinde,
- Einwohnerzahl der Gemeinde laut der Volkszählung 2012.

| Name                   | Typ                                    | Region    | Departement      | Hauptort               | Gründung | Einwohner (VZ 2012) |
| ---------------------- | -------------------------------------- | --------- | ---------------- | ---------------------- | -------- | ------------------- |
| Aderbissinat           | Landgemeinde                           | Agadez    | Aderbissinat     | Aderbissinat           | 2002     | 35.320              |
| Arlit                  | Stadtgemeinde                          | Agadez    | Arlit            | Arlit                  | 2002     | 79.725              |
| Dannet                 | Landgemeinde                           | Agadez    | Arlit            | Dannet                 | 2002     | 14.964              |
| Gougaram               | Landgemeinde                           | Agadez    | Arlit            | Gougaram               | 2002     | 10.336              |
| Bilma                  | Stadtgemeinde                          | Agadez    | Bilma            | Bilma                  | 2002     | 4.409               |
| Dirkou                 | Landgemeinde                           | Agadez    | Bilma            | Dirkou                 | 2002     | 10.435              |
| Djado                  | Landgemeinde                           | Agadez    | Bilma            | Chirfa                 | 2002     | 876                 |
| Fachi                  | Landgemeinde                           | Agadez    | Bilma            | Fachi                  | 2002     | 2.215               |
| Iférouane              | Landgemeinde                           | Agadez    | Iférouane        | Iférouane              | 2002     | 13.655              |
| Timia                  | Landgemeinde                           | Agadez    | Iférouane        | Timia                  | 2002     | 19.076              |
| Ingall                 | Landgemeinde                           | Agadez    | Ingall           | Ingall                 | 2002     | 51.903              |
| Agadez                 | Stadtgemeinde                          | Agadez    | Tchirozérine     | Agadez                 | 1988     | 118.240             |
| Dabaga                 | Landgemeinde                           | Agadez    | Tchirozérine     | Dabaga                 | 2002     | 23.969              |
| Tabelot                | Landgemeinde                           | Agadez    | Tchirozérine     | Tabelot                | 2002     | 38.994              |
| Tchirozérine           | Stadtgemeinde                          | Agadez    | Tchirozérine     | Tchirozérine           | 2002     | 63.503              |
| Bosso                  | Landgemeinde                           | Diffa     | Bosso            | Bosso                  | 2002     | 65.022              |
| Toumour                | Landgemeinde                           | Diffa     | Bosso            | Toumour                | 2002     | 11.713              |
| Chétimari              | Landgemeinde                           | Diffa     | Diffa            | Chétimari              | 2002     | 65.449              |
| Diffa                  | Stadtgemeinde                          | Diffa     | Diffa            | Diffa                  | 1985     | 56.437              |
| Gueskérou              | Landgemeinde                           | Diffa     | Diffa            | Gueskérou              | 2002     | 37.836              |
| Goudoumaria            | Landgemeinde                           | Diffa     | Goudoumaria      | Goudoumaria            | 2002     | 100.559             |
| Foulatari              | Landgemeinde                           | Diffa     | Maïné-Soroa      | Foulatari              | 2002     | 30.953              |
| Maïné-Soroa            | Stadtgemeinde                          | Diffa     | Maïné-Soroa      | Maïné-Soroa            | 2002     | 78.735              |
| N’Guelbély             | Landgemeinde                           | Diffa     | Maïné-Soroa      | N’Guelbély             | 2002     | 21.976              |
| N’Gourti               | Landgemeinde                           | Diffa     | N’Gourti         | N’Gourti               | 2002     | 51.767              |
| Kabléwa                | Landgemeinde                           | Diffa     | N’Guigmi         | Kabléwa                | 2002     | 26.176              |
| N’Guigmi               | Stadtgemeinde                          | Diffa     | N’Guigmi         | N’Guigmi               | 2002     | 47.198              |
| Dioundiou              | Landgemeinde                           | Dosso     | Dioundiou        | Dioundiou              | 2002     | 54.157              |
| Karakara               | Landgemeinde                           | Dosso     | Dioundiou        | Karakara               | 2002     | 44.333              |
| Zabori                 | Landgemeinde                           | Dosso     | Dioundiou        | Zabori                 | 2002     | 11.125              |
| Birni N’Gaouré         | Stadtgemeinde                          | Dosso     | Boboye           | Birni N’Gaouré         | 2002     | 52.566              |
| Fabidji                | Landgemeinde                           | Dosso     | Boboye           | Fabidji                | 2002     | 39.713              |
| Fakara                 | Landgemeinde                           | Dosso     | Boboye           | Kobédey                | 2002     | 19.077              |
| Harikanassou           | Landgemeinde                           | Dosso     | Boboye           | Harikanassou           | 2002     | 23.567              |
| Kankandi               | Landgemeinde                           | Dosso     | Boboye           | Kankandi               | 2002     | 16.565              |
| Kiota                  | Landgemeinde                           | Dosso     | Boboye           | Kiota                  | 2002     | 25.282              |
| Koygolo                | Landgemeinde                           | Dosso     | Boboye           | Koygolo                | 2002     | 48.218              |
| N’Gonga                | Landgemeinde                           | Dosso     | Boboye           | N’Gonga                | 2002     | 27.609              |
| Dan-Kassari            | Landgemeinde                           | Dosso     | Dogondoutchi     | Dan-Kassari            | 2002     | 78.132              |
| Dogondoutchi           | Stadtgemeinde                          | Dosso     | Dogondoutchi     | Dogondoutchi           | 1972     | 71.692              |
| Dogonkiria             | Landgemeinde                           | Dosso     | Dogondoutchi     | Dogonkiria             | 2002     | 65.990              |
| Kiéché                 | Landgemeinde                           | Dosso     | Dogondoutchi     | Kiéché                 | 2002     | 48.980              |
| Matankari              | Landgemeinde                           | Dosso     | Dogondoutchi     | Matankari              | 1972     | 68.979              |
| Soucoucoutane          | Landgemeinde                           | Dosso     | Dogondoutchi     | Soucoucoutane          | 2002     | 38.700              |
| Dosso                  | Stadtgemeinde                          | Dosso     | Dosso            | Dosso                  | 1972     | 89.132              |
| Farey                  | Landgemeinde                           | Dosso     | Dosso            | Farey                  | 2002     | 40.302              |
| Garankédey             | Landgemeinde                           | Dosso     | Dosso            | Garankédey             | 2002     | 35.009              |
| Gollé                  | Landgemeinde                           | Dosso     | Dosso            | Gollé                  | 2002     | 27.860              |
| Goroubankassam         | Landgemeinde                           | Dosso     | Dosso            | Goroubankassam         | 2002     | 33.125              |
| Karguibangou           | Landgemeinde                           | Dosso     | Dosso            | Karguibangou           | 2002     | 45.304              |
| Mokko                  | Landgemeinde                           | Dosso     | Dosso            | Mokko                  | 2002     | 52.132              |
| Sambéra                | Landgemeinde                           | Dosso     | Dosso            | Sambéra                | 2002     | 50.820              |
| Tessa                  | Landgemeinde                           | Dosso     | Dosso            | Tessa                  | 2002     | 26.668              |
| Tombokoirey I          | Landgemeinde                           | Dosso     | Dosso            | Tombokoirey I          | 2002     | 29.024              |
| Tombokoirey II         | Landgemeinde                           | Dosso     | Dosso            | Sakadamna              | 2002     | 63.184              |
| Falmey                 | Landgemeinde                           | Dosso     | Falmey           | Falmey                 | 2002     | 75.115              |
| Guilladjé              | Landgemeinde                           | Dosso     | Falmey           | Guilladjé              | 2002     | 28.156              |
| Bana                   | Landgemeinde                           | Dosso     | Gaya             | Bana                   | 2002     | 18.128              |
| Bengou                 | Landgemeinde                           | Dosso     | Gaya             | Bengou                 | 2002     | 18.469              |
| Gaya                   | Stadtgemeinde                          | Dosso     | Gaya             | Gaya                   | 2002     | 63.815              |
| Tanda                  | Landgemeinde                           | Dosso     | Gaya             | Tanda                  | 2002     | 49.973              |
| Tounouga               | Landgemeinde                           | Dosso     | Gaya             | Tounouga               | 2002     | 42.849              |
| Yélou                  | Landgemeinde                           | Dosso     | Gaya             | Yélou                  | 2002     | 68.404              |
| Falwel                 | Landgemeinde                           | Dosso     | Loga             | Falwel                 | 2002     | 57.564              |
| Loga                   | Stadtgemeinde                          | Dosso     | Loga             | Loga                   | 2002     | 82.400              |
| Sokorbé                | Landgemeinde                           | Dosso     | Loga             | Sokorbé                | 2002     | 35.579              |
| Douméga                | Landgemeinde                           | Dosso     | Tibiri           | Douméga                | 2002     | 29.429              |
| Guéchémé               | Landgemeinde                           | Dosso     | Tibiri           | Guéchémé               | 2002     | 108.778             |
| Koré Maïroua           | Landgemeinde                           | Dosso     | Tibiri           | Koré Maïroua           | 2002     | 54.251              |
| Tibiri                 | Landgemeinde                           | Dosso     | Tibiri           | Tibiri                 | 2002     | 77.558              |
| Aguié                  | Stadtgemeinde                          | Maradi    | Aguié            | Aguié                  | 2002     | 152.788             |
| Tchadoua               | Landgemeinde                           | Maradi    | Aguié            | Tchadoua               | 2002     | 93.208              |
| Bermo                  | Landgemeinde                           | Maradi    | Bermo            | Bermo                  | 2002     | 30.761              |
| Gadabédji              | Landgemeinde                           | Maradi    | Bermo            | Gadabédji              | 2002     | 21.513              |
| Adjékoria              | Landgemeinde                           | Maradi    | Dakoro           | Adjékoria              | 2002     | 79.108              |
| Azagor                 | Landgemeinde                           | Maradi    | Dakoro           | Azagor                 | 2002     | 5.565               |
| Bader Goula            | Landgemeinde                           | Maradi    | Dakoro           | Goula                  | 2002     | 68.203              |
| Birni Lallé            | Landgemeinde                           | Maradi    | Dakoro           | Birni Lallé            | 2002     | 30.846              |
| Dakoro                 | Stadtgemeinde                          | Maradi    | Dakoro           | Dakoro                 | 2002     | 71.201              |
| Dan-Goulbi             | Landgemeinde                           | Maradi    | Dakoro           | Dan-Goulbi             | 2002     | 57.228              |
| Korahane               | Landgemeinde                           | Maradi    | Dakoro           | Korahane               | 2002     | 12.577              |
| Kornaka                | Landgemeinde                           | Maradi    | Dakoro           | Kornaka                | 2002     | 140.009             |
| Maïyara                | Landgemeinde                           | Maradi    | Dakoro           | Maïyara                | 2002     | 62.441              |
| Roumbou I              | Landgemeinde                           | Maradi    | Dakoro           | Roumbou I              | 2002     | 13.330              |
| Sabon-Machi            | Landgemeinde                           | Maradi    | Dakoro           | Sabon-Machi            | 2002     | 35.988              |
| Tagriss                | Landgemeinde                           | Maradi    | Dakoro           | Tagriss                | 2002     | 53.925              |
| Gangara                | Landgemeinde                           | Maradi    | Gazaoua          | Gangara                | 2002     | 51.930              |
| Gazaoua                | Landgemeinde                           | Maradi    | Gazaoua          | Gazaoua                | 2002     | 108.606             |
| Chadakori              | Landgemeinde                           | Maradi    | Guidan Roumdji   | Chadakori              | 2002     | 108.711             |
| Guidan Roumdji         | Stadtgemeinde                          | Maradi    | Guidan Roumdji   | Guidan Roumdji         | 2002     | 95.791              |
| Guidan Sori            | Landgemeinde                           | Maradi    | Guidan Roumdji   | Guidan Sori            | 2002     | 93.771              |
| Saé Saboua             | Landgemeinde                           | Maradi    | Guidan Roumdji   | Saé Saboua             | 2002     | 99.638              |
| Tibiri                 | Landgemeinde                           | Maradi    | Guidan Roumdji   | Tibiri                 | 1972     | 125.806             |
| Dan-Issa               | Landgemeinde                           | Maradi    | Madarounfa       | Dan-Issa               | 2002     | 94.841              |
| Djiratawa              | Landgemeinde                           | Maradi    | Madarounfa       | Djiratawa              | 2002     | 85.976              |
| Gabi                   | Landgemeinde                           | Maradi    | Madarounfa       | Gabi                   | 2002     | 83.203              |
| Madarounfa             | Stadtgemeinde                          | Maradi    | Madarounfa       | Madarounfa             | 2002     | 71.832              |
| Maradi                 | Stadt / Gemeinde mit besonderem Status | Maradi    | Madarounfa       | Maradi                 | 1955     | 267.249             |
| Safo                   | Landgemeinde                           | Maradi    | Madarounfa       | Safo                   | 2002     | 76.454              |
| Sarkin Yamma           | Landgemeinde                           | Maradi    | Madarounfa       | Sarkin Yamma           | 2002     | 36.557              |
| Attantané              | Landgemeinde                           | Maradi    | Mayahi           | Attantané              | 2002     | 71.928              |
| El Allassane Maïreyrey | Landgemeinde                           | Maradi    | Mayahi           | El Allassane Maïreyrey | 2002     | 64.183              |
| Guidan Amoumoune       | Landgemeinde                           | Maradi    | Mayahi           | Guidan Amoumoune       | 2002     | 88.199              |
| Issawane               | Landgemeinde                           | Maradi    | Mayahi           | Issawane               | 2002     | 40.155              |
| Kanan-Bakaché          | Landgemeinde                           | Maradi    | Mayahi           | Kanan-Bakaché          | 2002     | 85.367              |
| Mayahi                 | Stadtgemeinde                          | Maradi    | Mayahi           | Mayahi                 | 2002     | 90.540              |
| Sarkin Haoussa         | Landgemeinde                           | Maradi    | Mayahi           | Sarkin Haoussa         | 2002     | 76.312              |
| Tchaké                 | Landgemeinde                           | Maradi    | Mayahi           | Tchaké                 | 2002     | 40.502              |
| Baoudetta              | Landgemeinde                           | Maradi    | Tessaoua         | Baoudetta              | 2002     | 11.867              |
| Hawandawaki            | Landgemeinde                           | Maradi    | Tessaoua         | Hawandawaki            | 2002     | 39.739              |
| Koona                  | Landgemeinde                           | Maradi    | Tessaoua         | Koona                  | 2002     | 14.888              |
| Korgom                 | Landgemeinde                           | Maradi    | Tessaoua         | Korgom                 | 2002     | 68.057              |
| Maïjirgui              | Landgemeinde                           | Maradi    | Tessaoua         | Maïjirgui              | 2002     | 70.655              |
| Ourafane               | Landgemeinde                           | Maradi    | Tessaoua         | Ourafane               | 2002     | 137.850             |
| Tessaoua               | Stadtgemeinde                          | Maradi    | Tessaoua         | Tessaoua               | 1972     | 172.796             |
| Niamey                 | Stadt / Gemeinde mit besonderem Status | Niamey    | –                | Niamey                 | 1954     | 1.026.848           |
| Abalak                 | Stadtgemeinde                          | Tahoua    | Abalak           | Abalak                 | 2002     | 74.719              |
| Akoubounou             | Landgemeinde                           | Tahoua    | Abalak           | Akoubounou             | 2002     | 47.961              |
| Azèye                  | Landgemeinde                           | Tahoua    | Abalak           | Azèye                  | 2002     | 60.145              |
| Tabalak                | Landgemeinde                           | Tahoua    | Abalak           | Tabalak                | 2002     | 42.520              |
| Tamaya                 | Landgemeinde                           | Tahoua    | Abalak           | Tamaya                 | 2002     | 30.956              |
| Bagaroua               | Landgemeinde                           | Tahoua    | Bagaroua         | Bagaroua               | 2002     | 72.293              |
| Alléla                 | Landgemeinde                           | Tahoua    | Birni-N’Konni    | Alléla                 | 2002     | 52.196              |
| Bazaga                 | Landgemeinde                           | Tahoua    | Birni-N’Konni    | Bazaga                 | 2002     | 37.571              |
| Birni-N’Konni          | Stadtgemeinde                          | Tahoua    | Birni-N’Konni    | Birni-N’Konni          | 1972     | 149.414             |
| Tsernaoua              | Landgemeinde                           | Tahoua    | Birni-N’Konni    | Tsernaoua              | 2002     | 73.705              |
| Allakaye               | Landgemeinde                           | Tahoua    | Bouza            | Allakaye               | 2002     | 80.280              |
| Babankatami            | Landgemeinde                           | Tahoua    | Bouza            | Babankatami            | 2002     | 65.906              |
| Bouza                  | Stadtgemeinde                          | Tahoua    | Bouza            | Bouza                  | 2002     | 101.445             |
| Déoulé                 | Landgemeinde                           | Tahoua    | Bouza            | Déoulé                 | 2002     | 21.009              |
| Karofane               | Landgemeinde                           | Tahoua    | Bouza            | Karofane               | 2002     | 77.796              |
| Tabotaki               | Landgemeinde                           | Tahoua    | Bouza            | Tabotaki               | 2002     | 46.266              |
| Tama                   | Landgemeinde                           | Tahoua    | Bouza            | Tama                   | 2002     | 52.661              |
| Badaguichiri           | Landgemeinde                           | Tahoua    | Illéla           | Badaguichiri           | 2002     | 115.491             |
| Illéla                 | Stadtgemeinde                          | Tahoua    | Illéla           | Illéla                 | 2002     | 142.214             |
| Tajaé                  | Landgemeinde                           | Tahoua    | Illéla           | Tajaé                  | 2002     | 78.080              |
| Garhanga               | Landgemeinde                           | Tahoua    | Keita            | Garhanga               | 2002     | 69.712              |
| Ibohamane              | Landgemeinde                           | Tahoua    | Keita            | Ibohamane              | 2002     | 88.724              |
| Keita                  | Stadtgemeinde                          | Tahoua    | Keita            | Keita                  | 2002     | 67.304              |
| Tamaské                | Landgemeinde                           | Tahoua    | Keita            | Tamaské                | 1988     | 111.358             |
| Azarori                | Landgemeinde                           | Tahoua    | Madaoua          | Azarori                | 2002     | 18.582              |
| Bangui                 | Landgemeinde                           | Tahoua    | Madaoua          | Bangui                 | 2002     | 140.446             |
| Galma Koudawatché      | Landgemeinde                           | Tahoua    | Madaoua          | Galma Koudawatché      | 2002     | 57.255              |
| Madaoua                | Stadtgemeinde                          | Tahoua    | Madaoua          | Madaoua                | 1988     | 127.254             |
| Ourno                  | Landgemeinde                           | Tahoua    | Madaoua          | Ourno                  | 2002     | 98.769              |
| Sabon-Guida            | Landgemeinde                           | Tahoua    | Madaoua          | Sabon-Guida            | 2002     | 103.232             |
| Doguérawa              | Landgemeinde                           | Tahoua    | Malbaza          | Doguérawa              | 2002     | 117.975             |
| Malbaza                | Landgemeinde                           | Tahoua    | Malbaza          | Malbaza                | 2002     | 114.432             |
| Affala                 | Landgemeinde                           | Tahoua    | Tahoua           | Affala                 | 2002     | 68.225              |
| Bambeye                | Landgemeinde                           | Tahoua    | Tahoua           | Bambeye                | 2002     | 112.962             |
| Barmou                 | Landgemeinde                           | Tahoua    | Tahoua           | Barmou                 | 2002     | 43.856              |
| Kalfou                 | Landgemeinde                           | Tahoua    | Tahoua           | Kalfou                 | 2002     | 111.274             |
| Tahoua                 | Stadt / Gemeinde mit besonderem Status | Tahoua    | Tahoua           | Tahoua                 | 1967     | 149.498             |
| Takanamat              | Landgemeinde                           | Tahoua    | Tahoua           | Takanamat              | 2002     | 44.049              |
| Tébaram                | Landgemeinde                           | Tahoua    | Tahoua           | Tébaram                | 2002     | 52.293              |
| Tassara                | Landgemeinde                           | Tahoua    | Tassara          | Tassara                | 2002     | 24.457              |
| Tillia                 | Landgemeinde                           | Tahoua    | Tillia           | Tillia                 | 2002     | 38.994              |
| Kao                    | Landgemeinde                           | Tahoua    | Tchintabaraden   | Kao                    | 2002     | 65.197              |
| Tchintabaraden         | Stadtgemeinde                          | Tahoua    | Tchintabaraden   | Tchintabaraden         | 2002     | 79.889              |
| Abala                  | Landgemeinde                           | Tillabéri | Abala            | Abala                  | 2002     | 75.821              |
| Sanam                  | Landgemeinde                           | Tillabéri | Abala            | Sanam                  | 2002     | 68.466              |
| Ayérou                 | Landgemeinde                           | Tillabéri | Ayérou           | Ayérou                 | 2002     | 33.527              |
| Inatès                 | Landgemeinde                           | Tillabéri | Ayérou           | Inatès                 | 2002     | 23.503              |
| Tagazar                | Landgemeinde                           | Tillabéri | Balleyara        | Balleyara              | 2002     | 107.134             |
| Banibangou             | Landgemeinde                           | Tillabéri | Banibangou       | Banibangou             | 2002     | 66.949              |
| Bankilaré              | Landgemeinde                           | Tillabéri | Bankilaré        | Bankilaré              | 2002     | 84.893              |
| Filingué               | Stadtgemeinde                          | Tillabéri | Filingué         | Filingué               | 1972     | 92.097              |
| Imanan                 | Landgemeinde                           | Tillabéri | Filingué         | Bonkoukou              | 2002     | 38.783              |
| Kourfeye Centre        | Landgemeinde                           | Tillabéri | Filingué         | Chikal                 | 2002     | 66.855              |
| Tondikandia            | Landgemeinde                           | Tillabéri | Filingué         | Damana                 | 2002     | 108.991             |
| Dargol                 | Landgemeinde                           | Tillabéri | Gothèye          | Dargol                 | 2002     | 147.779             |
| Gothèye                | Landgemeinde                           | Tillabéri | Gothèye          | Gothèye                | 2002     | 93.264              |
| Bitinkodji             | Landgemeinde                           | Tillabéri | Kollo            | Saga Fondo             | 2002     | 29.067              |
| Dantchandou            | Landgemeinde                           | Tillabéri | Kollo            | Dantchandou            | 2002     | 37.059              |
| Hamdallaye             | Landgemeinde                           | Tillabéri | Kollo            | Hamdallaye             | 2002     | 57.002              |
| Karma                  | Landgemeinde                           | Tillabéri | Kollo            | Karma                  | 2002     | 88.224              |
| Kirtachi               | Landgemeinde                           | Tillabéri | Kollo            | Kirtachi               | 2002     | 39.693              |
| Kollo                  | Stadtgemeinde                          | Tillabéri | Kollo            | Kollo                  | 2002     | 32.829              |
| Kouré                  | Landgemeinde                           | Tillabéri | Kollo            | Kouré                  | 2002     | 46.249              |
| Liboré                 | Landgemeinde                           | Tillabéri | Kollo            | Liboré                 | 2002     | 26.243              |
| Namaro                 | Landgemeinde                           | Tillabéri | Kollo            | Namaro                 | 2002     | 55.094              |
| N’Dounga               | Landgemeinde                           | Tillabéri | Kollo            | Fandobon               | 2002     | 22.341              |
| Youri                  | Landgemeinde                           | Tillabéri | Kollo            | Youri                  | 2002     | 31.598              |
| Dingazi                | Landgemeinde                           | Tillabéri | Ouallam          | Dingazi                | 2002     | 44.486              |
| Ouallam                | Stadtgemeinde                          | Tillabéri | Ouallam          | Ouallam                | 2002     | 68.191              |
| Simiri                 | Landgemeinde                           | Tillabéri | Ouallam          | Simiri                 | 2002     | 103.057             |
| Tondikiwindi           | Landgemeinde                           | Tillabéri | Ouallam          | Tondikiwindi           | 2002     | 111.490             |
| Ouro Guélédjo          | Landgemeinde                           | Tillabéri | Say              | Ouro Guélédjo          | 2002     | 27.553              |
| Say                    | Stadtgemeinde                          | Tillabéri | Say              | Say                    | 2002     | 58.290              |
| Tamou                  | Landgemeinde                           | Tillabéri | Say              | Tamou                  | 2002     | 89.782              |
| Diagourou              | Landgemeinde                           | Tillabéri | Téra             | Diagourou              | 2002     | 61.472              |
| Gorouol                | Landgemeinde                           | Tillabéri | Téra             | Kolmane                | 2002     | 66.276              |
| Kokorou                | Landgemeinde                           | Tillabéri | Téra             | Kokorou                | 2002     | 96.218              |
| Méhana                 | Landgemeinde                           | Tillabéri | Téra             | Méhana                 | 2002     | 40.593              |
| Téra                   | Stadtgemeinde                          | Tillabéri | Téra             | Téra                   | 1988     | 71.648              |
| Anzourou               | Landgemeinde                           | Tillabéri | Tillabéri        | Sarakoira              | 2002     | 28.878              |
| Bibiyergou             | Landgemeinde                           | Tillabéri | Tillabéri        | Bibiyergou             | 2002     | 1.853               |
| Dessa                  | Landgemeinde                           | Tillabéri | Tillabéri        | Dessa                  | 2002     | 32.332              |
| Kourteye               | Landgemeinde                           | Tillabéri | Tillabéri        | Sansané Haoussa        | 2002     | 61.670              |
| Sakoïra                | Landgemeinde                           | Tillabéri | Tillabéri        | Sakoïra                | 2002     | 26.776              |
| Sinder                 | Landgemeinde                           | Tillabéri | Tillabéri        | Sawani                 | 2002     | 28.165              |
| Tillabéri              | Stadtgemeinde                          | Tillabéri | Tillabéri        | Tillabéri              | 1988     | 47.678              |
| Makalondi              | Landgemeinde                           | Tillabéri | Torodi           | Makalondi              | 2009     | 73.271              |
| Torodi                 | Landgemeinde                           | Tillabéri | Torodi           | Torodi                 | 2002     | 109.342             |
| Tarka                  | Landgemeinde                           | Zinder    | Belbédji         | Belbédji               | 2002     | 96.452              |
| Albarkaram             | Landgemeinde                           | Zinder    | Damagaram Takaya | Albarkaram             | 2002     | 17.619              |
| Damagaram Takaya       | Landgemeinde                           | Zinder    | Damagaram Takaya | Damagaram Takaya       | 2002     | 61.580              |
| Guidimouni             | Landgemeinde                           | Zinder    | Damagaram Takaya | Guidimouni             | 2002     | 69.587              |
| Mazamni                | Landgemeinde                           | Zinder    | Damagaram Takaya | Mazamni                | 2002     | 22.183              |
| Moa                    | Landgemeinde                           | Zinder    | Damagaram Takaya | Moa                    | 2002     | 26.632              |
| Wamé                   | Landgemeinde                           | Zinder    | Damagaram Takaya | Wamé                   | 2002     | 43.568              |
| Dogo-Dogo              | Landgemeinde                           | Zinder    | Dungass          | Dogo-Dogo              | 2002     | 65.544              |
| Dungass                | Landgemeinde                           | Zinder    | Dungass          | Dungass                | 2002     | 127.757             |
| Gouchi                 | Landgemeinde                           | Zinder    | Dungass          | Gouchi                 | 2002     | 71.612              |
| Malawa                 | Landgemeinde                           | Zinder    | Dungass          | Malawa                 | 2002     | 88.954              |
| Alakoss                | Landgemeinde                           | Zinder    | Gouré            | Garazou                | 2002     | 19.199              |
| Bouné                  | Landgemeinde                           | Zinder    | Gouré            | Bouné                  | 2002     | 74.513              |
| Gamou                  | Landgemeinde                           | Zinder    | Gouré            | Birni Kazoé            | 2002     | 23.218              |
| Gouré                  | Stadtgemeinde                          | Zinder    | Gouré            | Gouré                  | 2002     | 73.732              |
| Guidiguir              | Landgemeinde                           | Zinder    | Gouré            | Guidiguir              | 2002     | 62.731              |
| Kellé                  | Landgemeinde                           | Zinder    | Gouré            | Kellé                  | 2002     | 74.425              |
| Bandé                  | Landgemeinde                           | Zinder    | Magaria          | Bandé                  | 2002     | 114.242             |
| Dantchiao              | Landgemeinde                           | Zinder    | Magaria          | Dantchiao              | 2002     | 71.018              |
| Kwaya                  | Landgemeinde                           | Zinder    | Magaria          | Kwaya                  | 2002     | 32.510              |
| Magaria                | Stadtgemeinde                          | Zinder    | Magaria          | Magaria                | 1988     | 130.707             |
| Sassoumbroum           | Landgemeinde                           | Zinder    | Magaria          | Sassoumbroum           | 2002     | 78.163              |
| Wacha                  | Landgemeinde                           | Zinder    | Magaria          | Wacha                  | 2002     | 93.492              |
| Yékoua                 | Landgemeinde                           | Zinder    | Magaria          | Yékoua                 | 2002     | 57.611              |
| Dan-Barto              | Landgemeinde                           | Zinder    | Kantché          | Dan-Barto              | 2002     | 40.900              |
| Daouché                | Landgemeinde                           | Zinder    | Kantché          | Daouché                | 2002     | 37.754              |
| Doungou                | Landgemeinde                           | Zinder    | Kantché          | Doungou                | 2002     | 39.031              |
| Ichirnawa              | Landgemeinde                           | Zinder    | Kantché          | Ichirnawa              | 2002     | 42.582              |
| Kantché                | Landgemeinde                           | Zinder    | Kantché          | Kantché                | 2002     | 56.468              |
| Kourni                 | Landgemeinde                           | Zinder    | Kantché          | Kourni                 | 2002     | 28.872              |
| Matamèye               | Stadtgemeinde                          | Zinder    | Kantché          | Matamèye               | 2002     | 64.988              |
| Tsaouni                | Landgemeinde                           | Zinder    | Kantché          | Tsaouni                | 2002     | 37.854              |
| Yaouri                 | Landgemeinde                           | Zinder    | Kantché          | Yaouri                 | 2002     | 50.732              |
| Dogo                   | Landgemeinde                           | Zinder    | Mirriah          | Dogo                   | 2002     | 113.447             |
| Droum                  | Landgemeinde                           | Zinder    | Mirriah          | Droum                  | 2002     | 102.306             |
| Gaffati                | Landgemeinde                           | Zinder    | Mirriah          | Gaffati                | 2002     | 46.379              |
| Gouna                  | Landgemeinde                           | Zinder    | Mirriah          | Gouna                  | 2002     | 63.598              |
| Hamdara                | Landgemeinde                           | Zinder    | Mirriah          | Hamdara                | 2002     | 39.574              |
| Kolléram               | Landgemeinde                           | Zinder    | Mirriah          | Kolléram               | 2002     | 29.583              |
| Mirriah                | Stadtgemeinde                          | Zinder    | Mirriah          | Mirriah                | 1988     | 80.126              |
| Zermou                 | Landgemeinde                           | Zinder    | Mirriah          | Zermou                 | 2002     | 32.486              |
| Zinder                 | Stadt / Gemeinde mit besonderem Status | Zinder    | Mirriah          | Zinder                 | 1954     | 322.935             |
| Dakoussa               | Landgemeinde                           | Zinder    | Takeita          | Dakoussa               | 2002     | 61.779              |
| Garagoumsa             | Landgemeinde                           | Zinder    | Takeita          | Takeita                | 2002     | 69.028              |
| Tirmini                | Landgemeinde                           | Zinder    | Takeita          | Tirmini                | 2002     | 116.011             |
| Falenko                | Landgemeinde                           | Zinder    | Tanout           | Falenko                | 2002     | 13.993              |
| Gangara                | Landgemeinde                           | Zinder    | Tanout           | Gangara                | 2002     | 112.967             |
| Olléléwa               | Landgemeinde                           | Zinder    | Tanout           | Olléléwa               | 2002     | 116.895             |
| Tanout                 | Stadtgemeinde                          | Zinder    | Tanout           | Tanout                 | 2002     | 154.238             |
| Tenhya                 | Landgemeinde                           | Zinder    | Tanout           | Tenhya                 | 2002     | 31.057              |
| Tesker                 | Landgemeinde                           | Zinder    | Tesker           | Tesker                 | 2002     | 37.132              |

## Ehemalige Gemeinden
Die Tabelle ist in sieben sortierbare Spalten gegliedert:
- Name der Gemeinde,
- Typ der Gemeinde, wobei bislang nur der Typ Stadtgemeinde (commune urbaine) betroffen war,
- Region, die in der die Gemeinde lag,
- Departement, in der die Gemeinde lag,
- Gründungsjahr der Gemeinde,
- Auflösungsjahr der Gemeinde,
- Name der Gemeinde, in deren Gebiet die aufgelöste Gemeinde aufging.

| Name       | Typ           | Region | Departement | Gründung    | Auflösung | Aufgegangen in |
| ---------- | ------------- | ------ | ----------- | ----------- | --------- | -------------- |
| Maradi I   | Stadtgemeinde | Maradi | Madarounfa  | 2002        | 2010      | Maradi         |
| Maradi II  | Stadtgemeinde | Maradi | Madarounfa  | 2002        | 2010      | Maradi         |
| Maradi III | Stadtgemeinde | Maradi | Madarounfa  | 2002        | 2010      | Maradi         |
| Niamey I   | Stadtgemeinde | Niamey | –           | 2002 (1988) | 2010      | Niamey         |
| Niamey II  | Stadtgemeinde | Niamey | –           | 2002 (1988) | 2010      | Niamey         |
| Niamey III | Stadtgemeinde | Niamey | –           | 2002 (1988) | 2010      | Niamey         |
| Niamey IV  | Stadtgemeinde | Niamey | –           | 2002 (1988) | 2010      | Niamey         |
| Niamey V   | Stadtgemeinde | Niamey | –           | 2002 (1988) | 2010      | Niamey         |
| Tahoua I   | Stadtgemeinde | Tahoua | Tahoua      | 2002        | 2010      | Tahoua         |
| Tahoua II  | Stadtgemeinde | Tahoua | Tahoua      | 2002        | 2010      | Tahoua         |
| Zinder I   | Stadtgemeinde | Zinder | Mirriah     | 2002        | 2010      | Zinder         |
| Zinder II  | Stadtgemeinde | Zinder | Mirriah     | 2002        | 2010      | Zinder         |
| Zinder III | Stadtgemeinde | Zinder | Mirriah     | 2002        | 2010      | Zinder         |
| Zinder IV  | Stadtgemeinde | Zinder | Mirriah     | 2002        | 2010      | Zinder         |
| Zinder V   | Stadtgemeinde | Zinder | Mirriah     | 2002        | 2010      | Zinder         |